# Abby Mann
Abby Mann (né le 1er décembre 1927 à Philadelphie en Pennsylvanie et mort le 25 mars 2008 à Beverly Hills en Californie) est un scénariste américain.

## Biographie
Abby Mann, né d'une famille juive d'origine russe, a grandi à Pittsburgh dans un quartier catholique à l'est de la ville. Il commence sa carrière professionnelle dans les années cinquante en écrivant des pièces de théâtre filmées pour la chaîne NBC. Il coécrit son premier long-métrage pour le film Port of Escape d'Anthony Young en 1956. Mais c'est en 1961 qu'il est révélé par son scénario du film Jugement à Nuremberg de Stanley Kramer. Le film est un succès international et Abby Mann se voit récompensé d'un oscar du meilleur scénario. Il travaille par la suite pour Vittorio De Sica, adaptant une pièce de Jean-Paul Sartre : Les Séquestrés d'Altona, avec Sophia Loren.
En 1962, il revient vers Stanley Kramer qui lui confie l'écriture d'Un enfant attend qui doit être réalisé par John Cassavetes, encore jeune réalisateur. Le producteur l'engage encore pour La Nef des fous. En 1973, il quitte le cinéma pour se consacrer à la télévision pour laquelle il écrit des scénarios de téléfilm et séries télévisées. Il crée notamment le personnage de Kojak pour le téléfilm The Marcus-Nelson Murders. Le personnage deviendra à lui seul le héros de la série qui porte son nom.

## Filmographie
- 1956 : Port of Escape
- 1961 : Jugement à Nuremberg (Judgment at Nuremberg)
- 1962 : Les Séquestrés d'Altona (I Sequestrati di Altona), de Vittorio De Sica
- 1963 : Un enfant attend (A Child Is Waiting)
- 1965 : La Nef des fous (Ship of Fools)
- 1968 : Le Détective (The Detective)
- 1973 : The Marcus-Nelson Murders (TV)
- 1974 : The Greatest Gift (TV)
- 1975 : Rapport confidentiel (Report to the Commissioner)
- 1975 : Medical Story (TV)
- 1976 : NBC: The First Fifty Years - A Closer Look (TV)
- 1978 : King (feuilleton TV)
- 1980 : Skag (en) (TV)
- 1985 : The Atlanta Child Murders (feuilleton TV)
- 1985 : War and Love
- 1989 : Murderers Among Us: The Simon Wiesenthal Story (TV)
- 1995 : Le Silence des innocents (Indictment: The McMartin Trial) (TV)